# Geschäfts- und Wohnhaus, Restaurant und Café zum „Reichshof“ (Stuttgart)

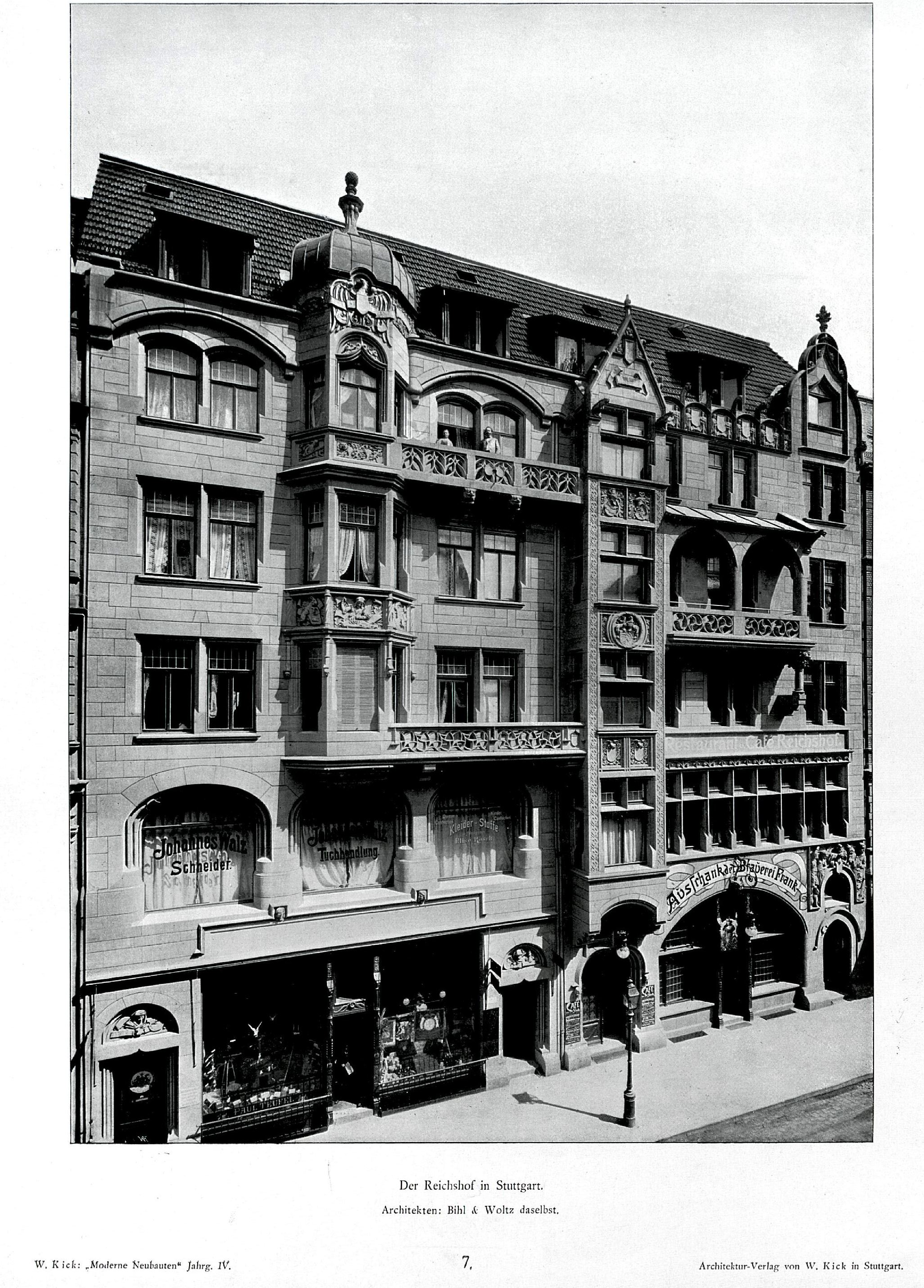
Gesamtansicht

Das Geschäfts- und Wohnhaus, Restaurant und Café zum „Reichshof“ in der Tübinger Straße 17a und 17b in Stuttgart ist ein historisches Gebäude. Die Gebäudehälfte 17b wird heute als Hotel genutzt.

## Beschreibung
Das Doppelhaus wurde als Geschäfts- und Wohnhaus, Restaurant und Café zum „Reichshof“ vor 1902 nach den Plänen der Stuttgarter Architektensozietät Bihl & Woltz gebaut. Das Gebäude wurde durch Brandmauern in zwei Gebäude aufgeteilt, die auch unterschiedlichen Besitzern gehörten. In der Fassade wurden jedoch die beiden Häuser als ein Ganzes behandelt.
Während im kleineren Hausteil in den unteren Stockwerken bei Fertigstellung des Hauses ein Geschäftshaus untergebracht war, wurde im größeren Hausteil 17b ein Restaurant mit Café und Saalbau eingerichtet. Die oberen Stockwerke verfügten damals über Wohnungen von 4 bzw. 6 Zimmern. Die Restaurantküche mit ihren Nebenräumen wurde an der Hoffront im Untergeschoss eingerichtet. Nr. 17b beherbergte unter anderem das Restaurant Reichshof. Die Ausstattung des Restaurants im Erdgeschoss war „im Geschmack der neueren Münchener Bierwirtschaften“., jedoch „unter Vermeidung aller reicheren Formen“ gestaltet worden. Von „wesentlicher Wirkung“ waren damals die in Rabitzputz hergestellten, gewölbten Decken über dem vorderen Teil (flaches Tonnengewölbe) und über dem hinteren Saal (Kreuzgewölbe auf Freipfeilern). Im hinteren Saal wurden während des Dritten Reichs regelmäßig Diskussionsabende der Ortsgruppe Stuttgart der NSDAP abgehalten. Bei Fertigstellung besaß auch der Saal für 300 Personen im ersten Stock eine gewölbeartige Decke. Er wurde für Vereinsfestlichkeiten und Komikervorstellungen genutzt.
Erwähnenswert war damals auch die Installation – „Die technische Einrichtung [...] steht durchaus auf der Höhe der Zeit“. So war neben der Niederdruckheizung auch die systematisch durchgeführte Ventilation mit in den Gewölbezwickeln liegenden Kanälen zu nennen. Die Gebäudehälfte 17b wird heute als Hotel genutzt. Die Fassade ist ganz aus hellgrauem Haller Sandstein ausgeführt und zeigt reiche Bauplastik. Dabei wurde die Zweckbestimmung der Innenräume durch die Bauplastik humorvoll dargestellt.